# Miss America

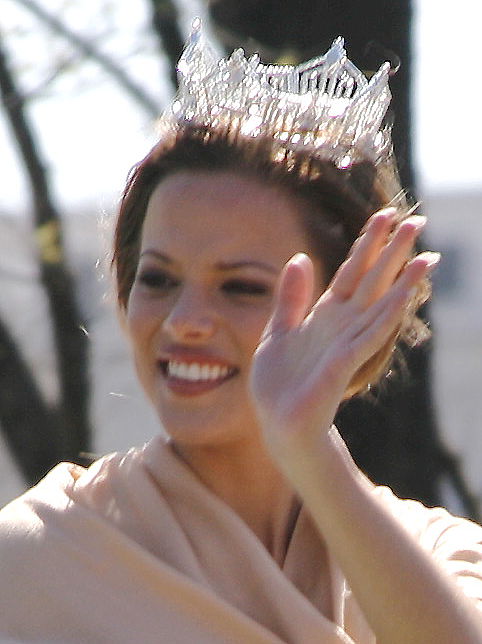
Katie Stam - Miss America 2009

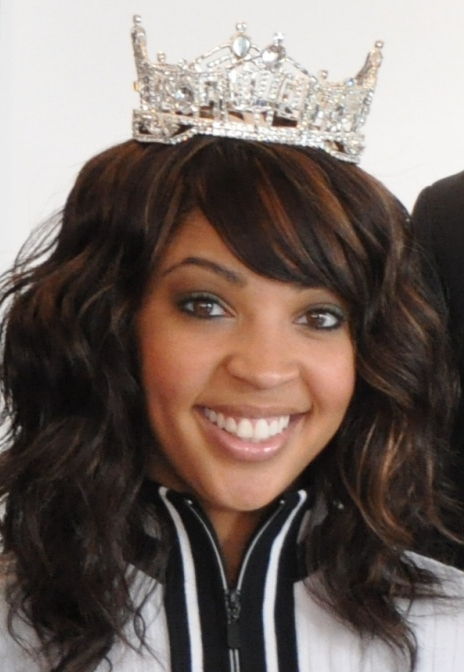
Caressa Cameron - Miss America 2010

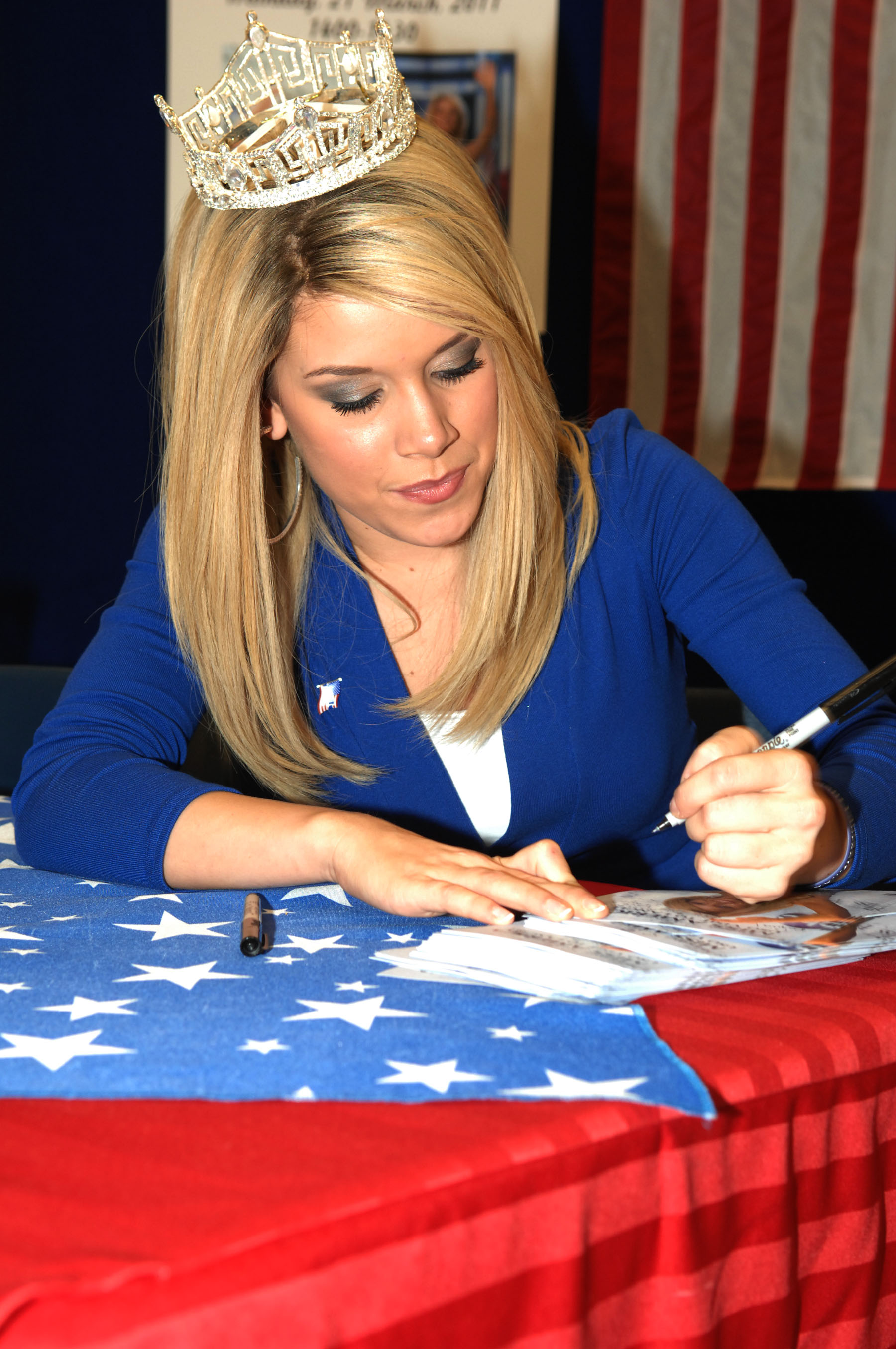
Teresa Scanlan - Miss America 2011

Miss America är en skönhetstävling som har hållits sedan 1921.

## Vinnare
| År      | Miss America            | Stad             |
| 1921    | Margaret Gorman         | Washington       |
| 1922-23 | Mary Campbell           | Columbus         |
| 1924    | Ruth Malcomson          | Philadelphia     |
| 1925    | Fay Lanphier            | Oakland          |
| 1926    | Norma Smallwood         | Tulsa            |
| 1927    | Lois Delaner            | Joliet           |
| 1933    | Marian Bergeron         | West Haven       |
| 1935    | Henrietta Leaver        | Pittsburgh       |
| 1936    | Rose Coyle              | Philadelphia     |
| 1937    | Bette Cooper            | Bertrand Island  |
| 1938    | Marilyn Meseke          | Marion           |
| 1939    | Patricia Donnelly       | Detroit          |
| 1940    | Frances Marie Burke     | Philadelphia     |
| 1941    | Rosemary LaPlanche      | Los Angeles      |
| 1942    | Jo-Carroll Dennison     | Tyler            |
| 1943    | Jean Bartel             | Los Angeles      |
| 1944    | Venus Ramey             | Washington       |
| 1945    | Bess Myerson            | New York         |
| 1946    | Marilyn Buferd          | Los Angeles      |
| 1947    | Barbara Walker          | Memphis          |
| 1948    | BeBe Shopp              | Hopkins          |
| 1949    | Jacque Mercer           | Litchfield       |
| 1951    | Yolande Betbeze         | Mobile           |
| 1952    | Coleen Kay Hutchins     | Salt Lake City   |
| 1953    | Neva Jane Langley       | Macon            |
| 1954    | Evelyn Margaret Ay      | Ephrata          |
| 1955    | Lee Meriwether          | San Francisco    |
| 1956    | Sharon Ritchie          | Denver           |
| 1957    | Marian McKnight         | Manning          |
| 1958    | Marilyn Van Derbur      | Denver           |
| 1959    | Mary Ann Mobley         | Brandon          |
| 1960    | Lynda Lee Mead          | Natchez          |
| 1961    | Nancy Fleming           | Montague         |
| 1962    | Maria Fletcher          | Asheville        |
| 1963    | Jacquelyn Mayer         | Sandusky         |
| 1964    | Donna Axum              | El Dorado        |
| 1965    | Vonda Kay Van Dyke      | Phoenix          |
| 1966    | Deborah Irene Bryant    | Overland Park    |
| 1967    | Jane Anne Jayroe        | Laverne          |
| 1968    | Debra Dene Barnes       | Moran            |
| 1969    | Judith Anne Ford        | Belvidere        |
| 1970    | Pamela Anne Eldred      | Birmingham       |
| 1971    | Phyllis George          | Denton           |
| 1972    | Laurie Lea Schaefer     | Columbus         |
| 1973    | Terry Anne Meeuwsen     | De Pere          |
| 1974    | Rebecca Ann King        | Denver           |
| 1975    | Shirley Cothran         | Fort Worth       |
| 1976    | Tawny Elaine Godin      | Yonkers          |
| 1977    | Dorothy Kathleen Benham | Edina            |
| 1978    | Susan Perkins           | Columbus         |
| 1979    | Kylene Barker           | Galax            |
| 1980    | Cheryl Prewitt          | Ackerman         |
| 1981    | Susan Powell            | Elk City         |
| 1982    | Elizabeth Ward          | Russellville     |
| 1983    | Debra Maffett           | Anaheim          |
| 1984    | Vanessa L. Williams     | Millwood         |
| 1984    | Suzette Charles         | Mays Landing     |
| 1985    | Sharlene Wells Hawkes   | Salt Lake City   |
| 1986    | Susan Akin              | Meridian         |
| 1987    | Kellye Cash             | Memphis          |
| 1988    | Kaye Lani Rae Rafko     | Monroe           |
| 1989    | Gretchen Carlson        | Anoka            |
| 1990    | Debbye Turner           | Mexico           |
| 1991    | Marjorie Vincent        | Oak Park         |
| 1992    | Carolyn Suzanne Sapp    | Honolulu         |
| 1993    | Leanza Cornett          | Jacksonville     |
| 1994    | Kimberly Clarice Aiken  | Columbia         |
| 1995    | Heather Whitestone      | Birmingham       |
| 1996    | Shawntel Smith          | Muldrow          |
| 1997    | Tara Dawn Holland       | Overland Park    |
| 1998    | Katherine Shindle       | Evanston         |
| 1999    | Nicole Johnson Baker    | Roanoke          |
| 2000    | Heather French          | Maysville        |
| 2001    | Angela Perez Baraquio   | Honolulu         |
| 2002    | Katie Harman            | Gresham          |
| 2003    | Erika Harold            | Urbana           |
| 2004    | Ericka Dunlap           | Orlando          |
| 2005    | Deidre Downs            | Birmingham       |
| 2006    | Jennifer Berry          | Tulsa            |
| 2007    | Lauren Nelson           | Lawton           |
| 2008    | Kirsten Haglund         | Farmington Hills |
| 2009    | Katie Stam              | Indianapolis     |
| 2010    | Caressa Cameron         | Fredericksburg   |
| 2011    | Teresa Scanlan          | Gering           |
| 2012    | Laura Kaeppeler         | Kenosha          |
| 2013    | Mallory Hagan           | New York         |
| 2014    | Nina Davuluri           | Fayetteville     |

## Programledare
- Bob Russell: 1940–1946, 1948–1950, 1954
- Bert Parks: 1955–1979
- Bess Myerson: 1964–1967
- Phyllis George: 1975–1978
- Mary Ann Mobley: 1979
- Ron Ely och Dorothy Benham: 1980–1981
- Gary Collins: 1982–1991
- Mary Ann Mobley: 1985–1988
- Phyllis George: 1989–1991
- Regis Philbin: 1992–1996
- Kathie Lee Gifford: 1992–1995
- Eva LaRue och John Callahan: 1997
- Boomer Esiason och Meredith Vieira: 1998
- Donny och Marie Osmond: 1999–2000
- Tony Danza: 2001
- Wayne Brady: 2002
- Tom Bergeron: 2003–2004
- James Denton: 2006
- Mario Lopez 2007, 2009–2010
- Mark Steines: 2008
- Chris Harrison: 2005, 2011–nutid
- Brooke Burke Charvet: 2011–nutid

## Arena
- 1920-2004: Atlantic City, New Jersey
- 2006-2013: Las Vegas, Nevada